# Contee dell'Illinois

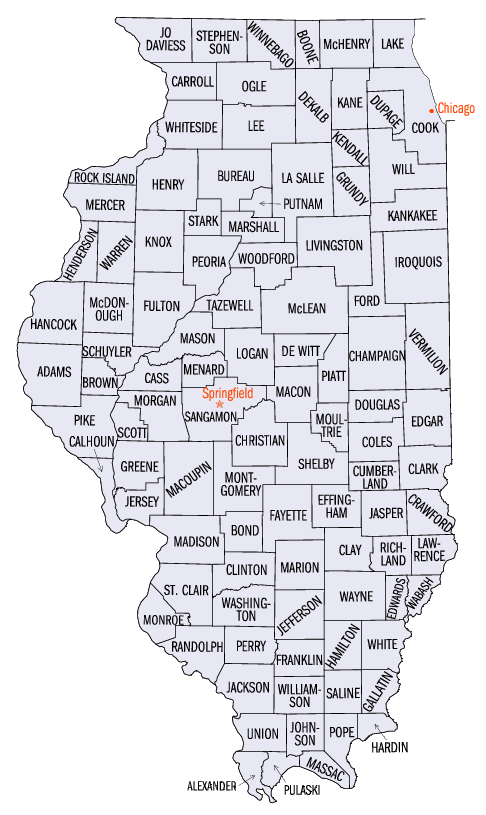
Contee dell'Illinois

La lista delle 102 contee dell'Illinois, negli Stati Uniti d'America:
1. Adams
2. Alexander
3. Bond
4. Boone
5. Brown
6. Bureau
7. Calhoun
8. Carroll
9. Cass
10. Champaign
11. Christian
12. Clark
13. Clay
14. Clinton
15. Coles
16. Cook
17. Crawford
18. Cumberland
19. DeKalb
20. DeWitt
21. Douglas
22. DuPage
23. Edgar
24. Edwards
25. Effingham
26. Fayette
27. Ford
28. Franklin
29. Fulton
30. Gallatin
31. Greene
32. Grundy
33. Hamilton
34. Hancock
35. Hardin
36. Henderson
37. Henry
38. Iroquois
39. Jackson
40. Jasper
41. Jefferson
42. Jersey
43. Jo Daviess
44. Johnson
45. Kane
46. Kankakee
47. Kendall
48. Knox
49. LaSalle
50. Lake
51. Lawrence
52. Lee
53. Livingston
54. Logan
55. Macon
56. Macoupin
57. Madison
58. Marion
59. Marshall
60. Mason
61. Massac
62. McDonough
63. McHenry
64. McLean
65. Menard
66. Mercer
67. Monroe
68. Montgomery
69. Morgan
70. Moultrie
71. Ogle
72. Peoria
73. Perry
74. Piatt
75. Pike
76. Pope
77. Pulaski
78. Putnam
79. Randolph
80. Richland
81. Rock Island
82. Saline
83. Sangamon
84. Schuyler
85. Scott
86. Shelby
87. St. Clair
88. Stark
89. Stephenson
90. Tazewell
91. Union
92. Vermilion
93. Wabash
94. Warren
95. Washington
96. Wayne
97. White
98. Whiteside
99. Will
100. Williamson
101. Winnebago
102. Woodford